# Nginx
nginx(엔진 엑스,  /ˌɛndʒɪnˈɛks/)는 웹 서버 소프트웨어로, 가벼움과 높은 성능을 목표로 한다. 웹 서버, 리버스 프록시 및 메일 프록시 기능을 포함한다.
2017년 10월 기준으로 실질적으로 사용되고 있는 웹 사이트에서 쓰이는 웹 서버 소프트웨어 순위는 아파치(44.89%), 엔진엑스(20.65%), 구글 웹 서버(7.86%), 마이크로소프트 IIS(7.32%)순이다. 이 조사에서 생성은 되어있으나 정상적으로 작동하지 않는 웹 사이트들은 배제되었으며 특히 마이크로소프트의 인터넷 정보 서비스(IIS)를 설치한 웹 사이트들의 상당수가 비활성 사이트였다. 그런 사이트들도 포함하면 MS IIS가 1위이다. 2017년 6월 현재 Nginx는 대한민국의 전체 등록 도메인 중 24.73%에서 사용되고 있다.
Nginx는 요청에 응답하기 위해 비동기 이벤트 기반 구조를 가진다. 이것은 아파치 HTTP 서버의 스레드/프로세스 기반 구조를 가지는 것과는 대조적이다. 이러한 구조는 서버에 많은 부하가 생길 경우의 성능을 예측하기 쉽게 해준다.

## 설명
위키백과에서는 nginx를 SSL 터미네이션 프록시로 사용한다.

### HTTP 프록시와 웹 서버 기능
- 정적 파일과 인덱스 파일 표현, 자동 인덱싱 기능.
- 캐싱을 통한 리버스 프록시[7]
- 로드 밸런싱[8]
- 고장 진단
- SSL 지원
- 캐싱을 통한 FastCGI 지원
- Name-, IP-기반 가상서버
- FLV 스트리밍
- MP4 스트리밍 모듈을 이용한 MP4 스트리밍
- 웹페이지 접근 인증
- gzip 압축
- 10,000개의 동시 접속을 처리할 수 있는 능력
- URL 다시쓰기 (URL rewriting)
- 맞춤 로깅
- 서버 사이드 기능 포함
- WebDAV

### 메일 프록시 기능
- SMTP, POP3, IMAP 프록시
- STARTTLS 지원
- SSL 지원

## 같이 보기
- URL 리다이렉션